# Râul Gardu, Geamărtălui
Râul Gardu este un curs de apă, afluent al râului Geamărtălui. 